# Rowley Regis
Pour les articles homonymes, voir Rowley.
Rowley Regis est une ville des Midlands de l'Ouest, en Angleterre. Elle est située dans le district métropolitain de Sandwell, au cœur du Black Country.

## Toponymie
Rowley est un toponyme d'origine vieil-anglaise. Il désigne un bois ou une clairière (lēah) sauvage (rūh). Il est attesté en 1173 sous la forme Roelea. L'élément Regis, d'origine latine, indique quant à lui l'appartenance du manoir de Rowley au roi d'Angleterre.

## Histoire
L'histoire de Rowley Regis remonte au XIIe siècle, lorsqu'un petit village s'est développé autour de l'église paroissiale de St. Giles, à 3 kilomètres au sud-est de Dudley. Rowley faisait partie des terrains de chasse royaux. Regis a été ajouté au nom de Rowley vers 1140 pour signifier qu'il s'agissait de la partie de Rowley appartenant au roi.
La ville a commencé à se développer  au cours du XIXe siècle. En 1933, Rowley Regis est devenu un arrondissement et a intégré les communautés de Blackheath, Old Hill et Cradley Heath. Toutes ces localités faisaient partie de l'ancienne paroisse de Rowley Regis, qui (bien que située dans le comté de Staffordshire) faisait partie du diocèse de Worcester. La paroisse comprenait les manoirs de Rowley Regis et de Rowley Somery, ce dernier faisant partie de la baronnie de Dudley, mais l'étendue de ces manoirs et les relations entre eux ne sont pas claires. À l'époque où Rowley Regis est devenu un bourg, la construction de logements s'est accélérée dans les secteurs public et privé.
L'actuelle église St. Giles sur Church Road n'est pas l'église originale de Rowley Regis. L'église construite en 1840 pour succéder au bâtiment médiéval d'origine a été jugée dangereuse et condamnée en 1900. L'église suivante, construite en 1904, a été incendiée en 1913, certains croyant que l'incendie avait été déclenché par des suffragettes ou des métallurgistes locaux en grève ; il s'agit toutefois d'une supposition et il est plus que probable qu'il s'agissait d'un simple accident, l'église utilisant à cette époque de la paraffine comme moyen d'éclairage et cette dernière ayant peut-être provoqué l'incendie. L'édifice actuel a été conçu par Holland W. Hobbiss et A. S. Dixon, et a été construit en 1923.